# مشرع الصفاء
مشرع الصفاء، إحدي بلديات دائرة مشرع الصفاء بولاية تيارت الجزائرية.